# Korzenna
Korzenna è un comune rurale polacco del distretto di Nowy Sącz, nel voivodato della Piccola Polonia.
Ricopre una superficie di 106,78 km² e nel 2004 contava 13 307 abitanti.